# Manuel Caño
Manuel Caño est un réalisateur et producteur de cinéma espagnol. Il est surtout connu pour avoir coproduit un film de Mario Bava, Une hache pour la lune de miel. On sait peu de choses le concernant. La Bibliothèque nationale espagnole ne donne aucun détail biographique, pas même une date de naissance. On dit parfois qu'il est né en 1931 à Tamames,. Mais parmi ceux qui le disent, certains comme Tim Lucas confondent Manuel Caño avec un acteur spécialisé dans le doublage, Manuel Cano (dont le nom s'écrit sans tilde), né en 1931. Son éventuelle date de décès est encore plus incertaine que sa date de naissance : d'après le journaliste et écrivain Carlos Alberto Montaner, Manuel Caño est mort prématurément dans les années 1980 ; d'après l'acteur Aldo Sambrell, il est mort dans les années 1990.

## Début de carrière
Caño débute dans le cinéma en même temps que le dramaturge Santiago Moncada. Comme lui, il viendrait du théâtre (il aurait participé à la fondation du Teatro Popular Español en 1958). Au début des années 1960, il coréalise avec Silvio Fernández Balbuena deux films coécrits avec Moncada : Siempre en mi recuerdo et Sonría, por favor. Il commence l'adaptation d'un roman de Moncada, Carta a nadie, mais le film reste inachevé. Après ces premières tentatives restées confidentielles, Caño produit le premier film d'Eloy de la Iglesia, Fantasía... 3, puis bifurque vers des coproductions internationales- d'abord des coproductions avec l'Italie, puis des coproductions avec des pays d'Amérique latine ou, lorsqu'il s'agit de productions uniquement espagnoles, des films tournés sur le continent américain.

## Coproductions avec l'Italie
À la fin des années 1960, Caño travaille sur quatre coproductions avec l'Italie, deux films qu'il coproduit (Persecución hasta Valencia (it) de Julio Coll et Une hache pour la lune de miel de Mario Bava) et deux qu'il réalise (Le Roi de la jungle et Tarzan et l'arc-en-ciel). Moncada participe à l'écriture de ces quatre films.
Le Roi de la jungle et Tarzan et l'arc-en-ciel sont interprétés par Steve Hawkes dans le rôle de Tarzan et Kitty Swan dans le rôle d'Irula, fille de la reine des Amazones et compagne de Tarzan. Mais les producteurs du Roi de la jungle n'ont pas payé les droits pour utiliser le nom de Tarzan, de sorte que le personnage principal s'appelle, selon les versions, Zan, Zac, Sarimar ou le Faucon Blanc. En revanche, ils les ont payés pour le film suivant. Sur le tournage de Tarzan et l'arc-en-ciel, le couple vedette est victime d'un grave accident, à la suite duquel Kitty Swan met un terme à sa carrière.
Le Roi de la jungle est tourné, entre autres, au Suriname et en Floride, Tarzan et l'arc-en-ciel en Floride. Au cours des années suivantes, Caño reviendra tourner en Floride ou dans des pays d'Amérique latine mais ne tournera presque plus en Espagne.

## Films tournés sur le continent américain
Dans la première moitié des années 1970, Caño tourne deux films d'horreur écrits par Moncada.
Le premier, El pantano de los cuervos, est une coproduction avec l'Équateur tournée à Guayaquil et dans la province du Guayas. Le film est réputé pour son extrême étrangeté. Selon Éric Draven, du blog Maniaco-Deprebis, il s'agit « très certainement » du « chef-d'œuvre » de Caño, « un étonnant film d'horreur glauque, osé, téméraire, délirant ». L'action se déroule en partie dans « un véritable décor de conte macabre tout empreint de poésie » : le « marais aux corbeaux » auquel le titre fait référence. Ce n'est pas un décor de studio. La brume, le « gigantesque arbre décharné où se perchent des hordes de corbeaux », et les « eaux noires » du marais d'où émergent « des spectres immobiles, comme figés dans la boue, dont seul le visage livide surgit des profondeurs et fixe ceux qui s'en approchent », s'imposent par leur présence réelle tout en donnant au film son « onirisme macabre ».
Le second, La Vengeance du zombie, est une production espagnole avec Aldo Sambrell dans le rôle principal, tournée notamment dans les Caraïbes (à Haïti, en République dominicaine, en Jamaïque) et en Floride. Cette transposition de l'histoire de La Momie dans le contexte du vaudou caraïbe est souvent beaucoup moins aimée que El pantano de los cuervos. Dans le "Tableau de cotation des films fantastiques sortis à Paris" publié dans le numéro 20 de la revue Vampirella, les quatre critiques qui ont vu le film (Jean-Pierre Bouyxou, Jean-Paul Nail, Alain Petit et Jean-Marie Sabatier) signalent d'un point noir qu'ils ne l'ont pas du tout aimé. « Manuel Caño avait beaucoup d'idées folles, mais elles étaient difficiles à filmer en raison du budget et du temps de tournage dont nous disposions », déclarera plus tard Aldo Sambrell.
Dans la seconde moitié des années 1970, Caño réalise deux films au générique desquels le nom de Moncada ne figure pas : A mí qué me importa que explote Miami, une comédie tournée en Espagne, en Floride et en Colombie, ainsi qu'un drame coproduit avec le Venezuela, Perro de alambre. Ce seront ses deux derniers films.
Perro de alambre est l'adaptation d'un roman de l'opposant cubain Carlos Alberto Montaner : Perromundo - roman sur « l'emprisonnement politique à Cuba », dans lequel, selon Seymour Menton, Montaner évite « le commentaire politique de la situation cubaine » pour se focaliser sur « les manières dont différents êtres humains réagissent à la violence infernale de la vie en prison ». Le romancier a lui-même participé à l'adaptation de son œuvre. Dans ses mémoires, Montaner raconte que Caño lui a ensuite proposé de travailler sur le scénario d'une « comédie épicée », Silencio, se rueda porno, et que le projet a dû être abandonné en raison de la mort prématurée du cinéaste.

## Filmographie

### Réalisateur
- 1962 : Siempre en mi recuerdo (coréalisateur : Silvio Fernández Balbuena)
- 1964 : Sonría, por favor (coréalisateur : Silvio Fernández Balbuena)
- 1969 : Le Roi de la jungle (Tarzán en la gruta del oro)
- 1972 : Tarzan et l'arc-en-ciel (Tarzán y el arco iris)
- 1974 : El pantano de los cuervos
- 1974 : La Vengeance du zombie (Vudú sangriento)
- 1976 : A mí qué me importa que explote Miami
- 1980 : Perro de alambre

### Producteur
- 1966 : Fantasía... 3 de Eloy de la Iglesia
- 1968 : Persecución hasta Valencia (it) de Julio Coll
- 1968 : En vísperas de la Olimpíada Mexico 68 de Julio Coll (court métrage)
- 1969 : El mejor del mundo de Julio Coll
- 1970 : Une hache pour la lune de miel (Il rosso segno della follia) de Mario Bava